# ابوت (دهانه)
ابوت یک دهانه برخوردی در ماه است.